# Serhiy Kyslytsya
 (28 février 2022).
Serhiy Olehovytch Kyslytsya (ukrainien : Сергій Олегович Кислиця) est un diplomate ukrainien, qui est ambassadeur extraordinaire et plénipotentiaire de l'Ukraine et représentant permanent de l'Ukraine auprès des Nations unies depuis 2020. Entre 2014 et 2020, il avait été ministre adjoint des Affaires étrangères de l'Ukraine,.

## Biographie

### Jeunesse et éducation
Né à Kiev, Ukraine, le 15 août 1969. Kyslytsya est diplômé avec distinction de l'Université nationale Taras Shevchenko de Kiev avec une maîtrise en droit international. Il parle couramment l'ukrainien, l'anglais, le russe, l'espagnol et le français.

### Carrière
Kyslytsya a commencé sa carrière dans la diplomatie internationale en tant que stagiaire au ministère ukrainien des Affaires étrangères. Au cours des huit années suivantes, il a occupé un certain nombre de postes diplomatiques, notamment : assistant spécial du vice-premier ministre adjoint des Affaires étrangères de l'Ukraine ; délégué au Conseil de l'Europe, MAE, Ukraine ; deuxième, premier secrétaire (politique), assistant spécial de l'ambassadeur, ambassade d'Ukraine en Belgique, aux Pays-Bas et au Luxembourg et mission d'Ukraine auprès de l'OTAN ; point de contact UEO-Ukraine (Bruxelles); Chef de Cabinet du Ministre des Affaires étrangères de l'Ukraine ; Conseiller principal auprès du ministre des Affaires étrangères, Groupe de conseillers et d'ambassadeurs itinérants, ministère des Affaires étrangères, Ukraine.
En 2001, Kyslytsya est devenu conseiller politique à l' ambassade d'Ukraine à Washington, DC avant de devenir ministre-conseiller politique à l'ambassade.
En 2006, Kyslytsya a été nommé directeur général des organisations internationales au sein du ministère ukrainien des Affaires étrangères.
Kyslytsya a été nommé ministre adjoint des Affaires étrangères de l'Ukraine en 2014,,. Il a occupé ce poste jusqu'à ce qu'il soit nommé Représentant permanent de l'Ukraine auprès des Nations unies en 2019.
En 2021, Kyslytsya a reçu l'Ordre du mérite du degré III : sa citation se lisait « pour sa contribution personnelle significative au renforcement de la coopération internationale de l'Ukraine, de nombreuses années d'activité diplomatique fructueuse et un grand professionnalisme ».

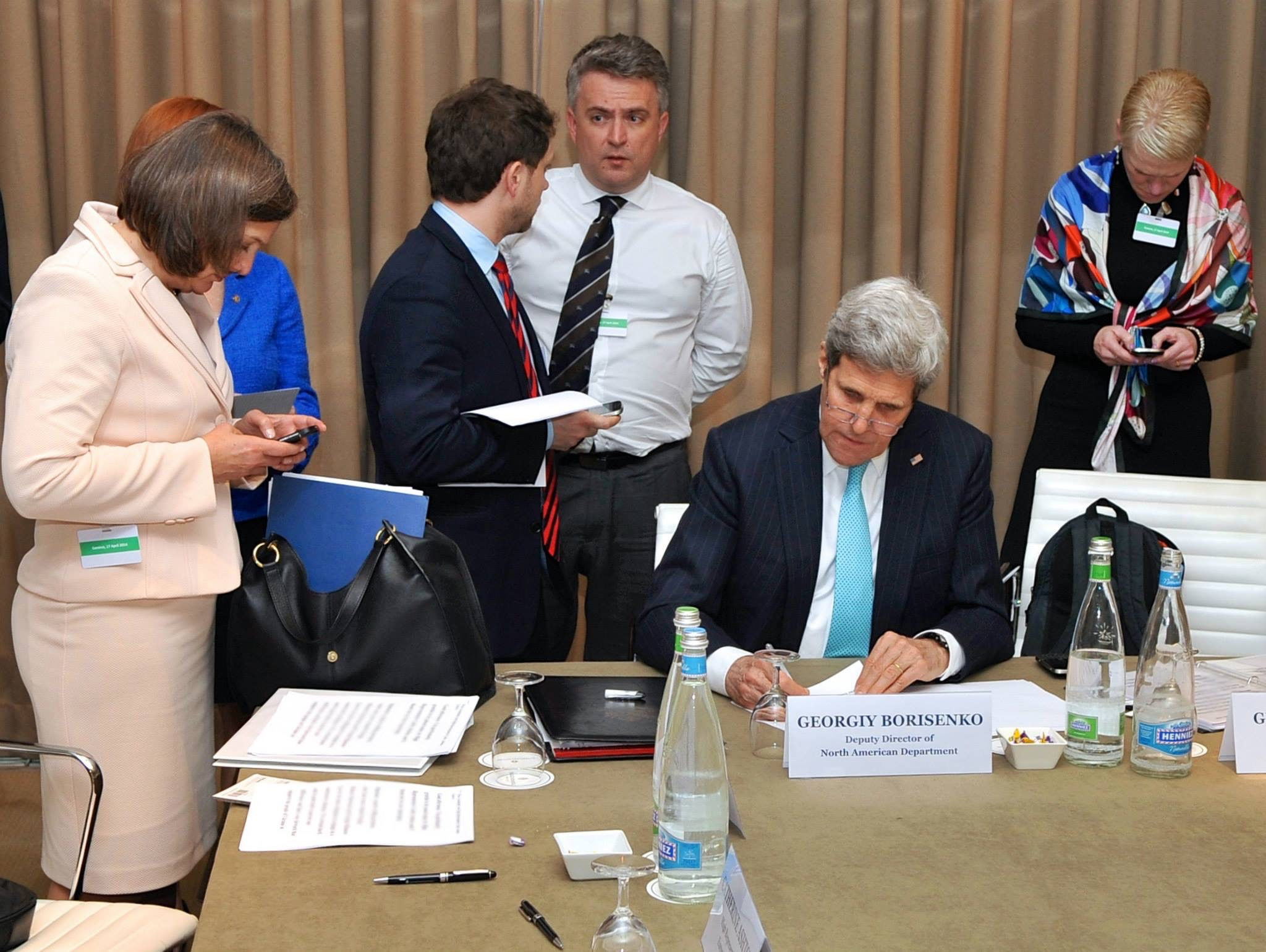
Sergiy Kyslytsya aux pourparlers de Genève

#### Invasion de l'Ukraine en 2022
Le 23 février 2022, le président Vladimir Poutine a annoncé l'invasion russe de l'Ukraine par message vidéo alors que le Conseil de sécurité se réunissait. Kyslytsya a appelé le représentant russe Vassili Nebenzia à « appeler Lavrov tout de suite » et à « faire tout son possible pour arrêter la guerre ». Après que Nebenzia a refusé de le faire et de renoncer à la présidence du Conseil de sécurité, Kyslytsya a déclaré au représentant russe que les criminels de guerre n'iraient pas au purgatoire, mais « directement en enfer », ce qui a généré une forte attention médiatique,.
Le 26 février, un projet de résolution soumis par les États-Unis et l'Albanie condamnant l'agression russe a finalement échoué en raison du veto de la Russie. Kyslytsya a qualifié les actions russes d'injustifiables et la délégation russe indigne de confiance.
Le 28 février, lors d'une session extraordinaire de l'Assemblée générale des Nations unies, Kyslytsya a déclaré : « Si [Poutine] veut se suicider, il n'a pas besoin d'utiliser l'arsenal nucléaire. Il doit faire ce que le gars de Berlin a fait dans un bunker en mai 1945,. »

## Rang diplomatique
- Ambassadeur extraordinaire et plénipotentiaire d'Ukraine .